# Traumatisme per arma de foc

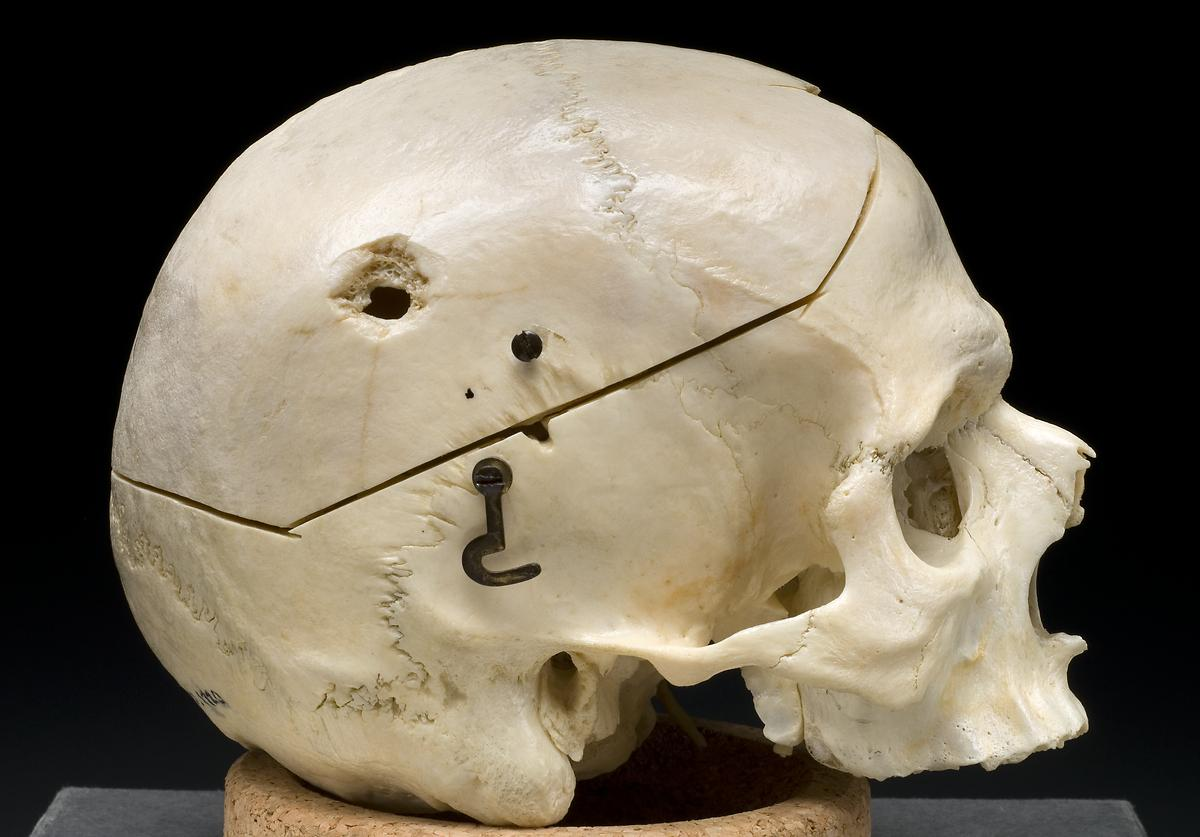
Exemple de traumatisme per arma de foc.

Una traumatisme per arma de foc o ferida per arma de foc (habitualment una ferida de bala) és una ferida penetrant causada per un projectil (per exemple, una bala d'una arma de foc o un balí d'una arma d'aire-gas). Els danys poden incloure hemorràgia, fractura òssia, lesió a un òrgan, infecció de la ferida, pèrdua de la capacitat de moure una part del cos i, en casos més greus, mort. La lesió depèn de la part del cos afectada, el camí que segueix la bala a través del cos, i el tipus i la velocitat de la bala. Les complicacions immediates comporten amputacions, pneumotòrax. Les complicacions a mig-llarg termini poden incloure obstrucció intestinal, falta de creixement, bufeta neurogènica, sensació d'ofec, demència precoç induïda per les lesions cerebrals hipòxiques produïdes, dolor crònic i dolor amb tacte lleuger (hiperalgèsia), trombosi venosa profunda amb embòlia pulmonar, inflor i debilitat de les extremitats, intoxicació per plom i trastorn per estrès posttraumàtic (TEPT).
Els factors que determinen les taxes de violència armada varien segons el país. Aquests factors poden incloure el narcotràfic, fàcil accés a armes de foc, ús indegut de substàncies inclòs alcohol, problemes de salut mental, lleis permissives de tinença d'armes de foc, actituds socials de por-autodefensa, existència de diferències econòmiques i ocupacions com ara ser un agent de policia. Allà on les armes són més comunes, els altercats acaben amb més freqüència en la mort.
Abans que començar un tractament, s'ha de verificar que l'àrea sigui segura. A continuació, s'atura una hemorràgia que sigui important i, a continuació, s'avaluen la via aèria, la respiració i la circulació. La regulació restrictiva en els permisos de compra d'armes redueixen el risc de mort per aquesta causa. Un emmagatzematge segur de les armes de foc pot disminuir el risc de morts relacionades amb armes de foc en nens.
L'any 2015, es van produir al voltant d'un milió de ferides per arma de foc per violència interpersonal. El 2016, les armes de foc van provocar 251.000 morts a tot el món, en comparació amb 209.000 el 1990. D'aquestes morts, 161.000 (64%) van ser el resultat d'agressions, 67.500 (27%) van ser el resultat d'un suïcidi, i 23.000 (9%) van ser accidents. Als Estats Units, les armes van provocar unes 40.000 morts el 2017. Relacionades amb armes de foc Les morts són més freqüents en homes d'entre 20 i 24 anys. Els costos econòmics deguts a ferides per arma de foc s'han estimat en 140.000 milions de dòlars a l'any als Estats Units.